# Zahra Dowlatabadi
Zahra Dowlatabadi est une productrice de cinéma et une consultante iranienne, spécialisée dans les films d'animation pour enfants.

## Biographie
Zahra Dowlatabadi a commencé sa carrière en 1986 et a travaillé depuis dans de nombreux studios d'animation à Los Angeles. Elle a fondé Animation Team en 2000, une société de conseil qui aide les studios à trouver les intervenants d'un film d'animation. 

## Filmographie
- 1990 : Peter Pan et les Pirates (Peter Pan and the Pirates) de John D. Wilson (série TV de 65 épisodes)
- 1993 : Le Voyage d'Edgar dans la forêt magique (Once Upon a Forest) de Charles Grosvenor et David Michener
- 1994 : Le Petit dinosaure II (The Land Before Time II: The Great Valley Adventure) de Roy Allen Smith
- 1995 : Le Petit dinosaure III (The Land Before Time III: The Time of the Great Giving) de Roy Allen Smith
- 1996 : Le Petit dinosaure 4 - Voyage au pays des brumes  ou Petit-pied le dinosaure 4 (The Land Before Time IV: Journey Through the Mists) de Roy Allen Smith
- 1998 : Excalibur, l'épée magique (Quest for Camelot) de Frederik Du Chau